# Peter Karlsson
Peter Karlsson (Stenstorp, 29 maggio 1969) è un tennistavolista svedese.